# Hoàng Thùy
Mia Hoang, nombre real es Hoàng Thị Thùy (Thanh Hóa, Vietnam, 15 de marzo de 1992) es una modelo y reina de belleza vietnamita, ganadora de Vietnam's Next Top Model 2011. 

Después de Vietnam's Next Top Model, participó en Top Model of the World 2011/2012, donde obtuvo el puesto de quinta finalista. En 2017, Thùy participó en Miss Universo Vietnam después de terminar su papel como entrenadora en The Face Vietnam 2017, donde obtuvo el puesto de primera finalista, representando Vietnam en Miss Universo 2019. llegando a ser parte del top 20

Thùy a menudo se dice que es una de las modelos vietnamitas más exitosas en la pasarela internacional porque es la primera vietnamita en aparecer en las revistas británicas Elle, Grazia y la revista italiana Vogue así como una de la extremadamente baja cantidad de modelos vietnamitas que puede participar en Semana de la Moda de Londres, Semana de la Moda de Nueva York.

## Miss Universo 2019
El 6 de mayo de 2019, Thùy fue nominada oficialmente para ser la representante de  Vietnam en Miss Universo 2019.